# Herschwiesen
Het dorp Herschwiesen is  sinds 31 december 1975 een ortsbezirk van de stad Boppard in Rijnland-Palts. De plaats ligt op de Hunsrück tussen de Rijn en de Moezel. Ook het nabijgelegen dorp Windhausen wordt tot Herschwiesen gerekend.

## Bezienswaardigheden

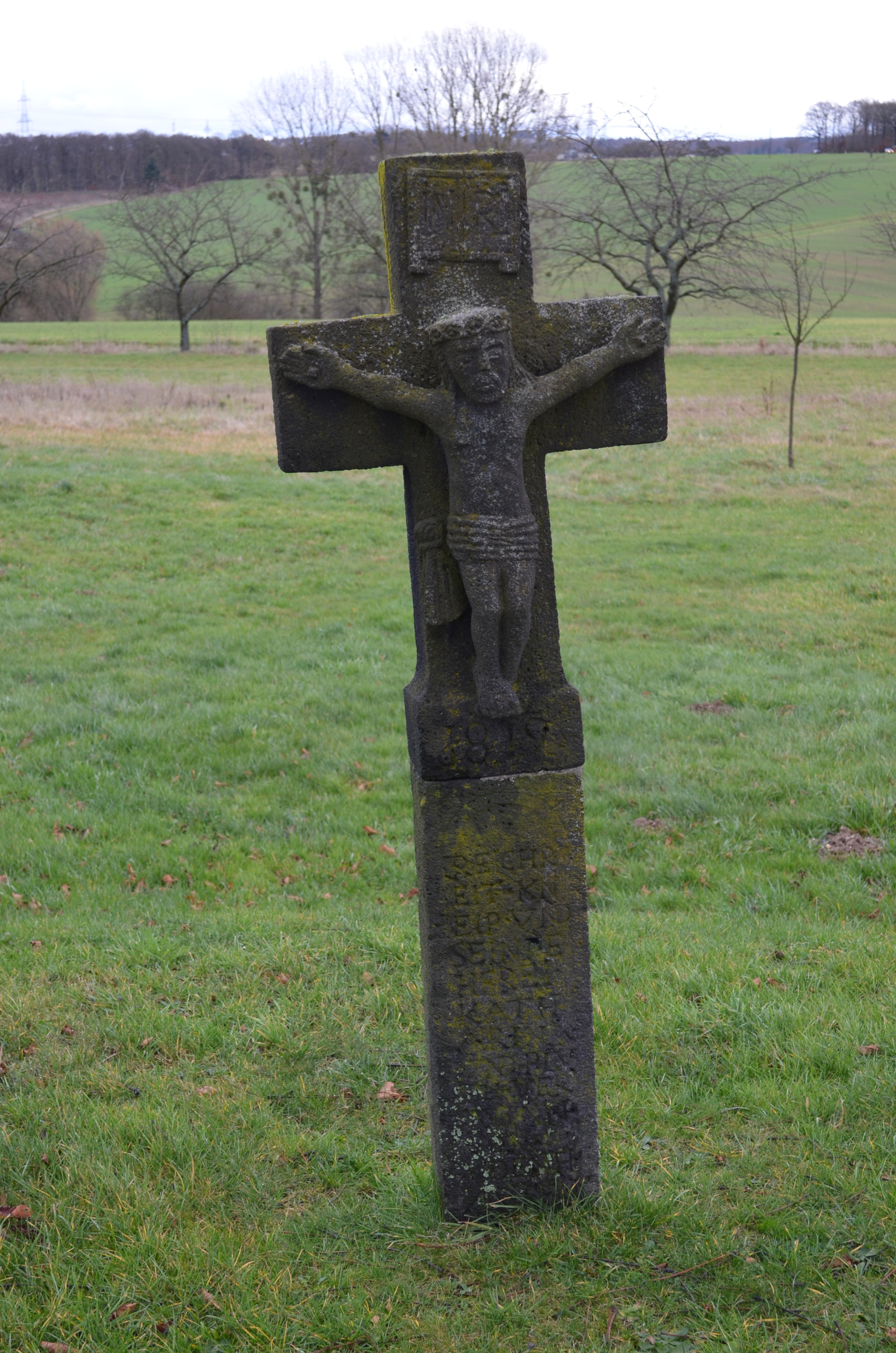
Herschwiesen, wegkruis

- De barokke Sint-Pancratiuskerk die zich samen met de historische pastorie centraal in het dorp op een ommuurde verhoging bevindt.
- Een aantal zorgvuldig gerestaureerde vakwerkhuizen uit de 17e en 18e eeuw.
- In de buurt zijn diverse wandelroutes uitgezet, o.a. door de gordel van fruitboomgaarden van circa 50 hectare die het dorp omgeeft.
- In het nabijgelegen Windhausen bevindt zich de Kapel van de zwarte Moeder Gods. Bij Windhausen bevindt zich ook het slot Schöneck (niet toegankelijk voor het publiek) en de toegang tot de wandelroute door het ravijn van de beek Ehrbach (Ehrbachklamm).